# Indemnity Act 1717

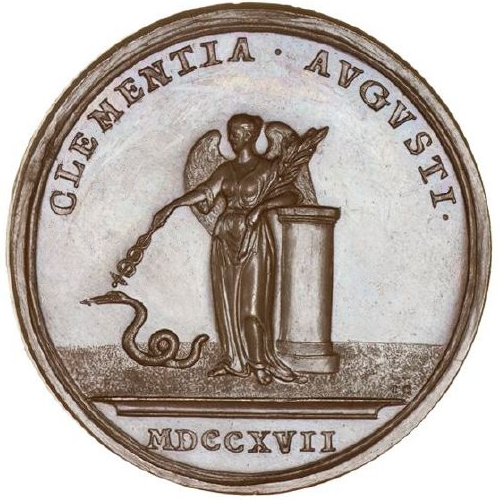
Medaglia di John Croker per commemorare l'Act, datata 1717

L’Indemnity Act 1717 (in italiano: "Atto di Indennità del 1717") è un atto del parlamento di Gran Bretagna (4 Geo. I) chiamato anche Act of Grace and Free Pardon ("Atto di grazia e libero perdono").
L'atto venne passato da entrambe le Camere del parlamento nel luglio 1717. Esso fece seguito a due anni di scontri seguiti all'Insurrezione giacobita del 1715, durante la quale molti giacobiti vennero fatti prigionieri. Questi vennero poi condannati per tradimento e condannati a morte, ma solo per alcuni la condanna venne effettivamente eseguita, mentre quelli sopravvissuti all'Act vennero alla fine perdonati.
Centinaia di giacobiti vennero liberati tramite l'Act. I più importanti di questi furono conte di Carnwath, Lord Nairne, e Lord Widdrington, assieme a diciassette gentiluomini che attendevano l'esecuzione alla prigione di Newgate ed altri ventisei al Castello di Carlisle. Alla Battaglia di Preston erano stati catturati 200 uomini che vennero rilasciato poi a Chester, così come tutti i prigionieri radunati nei castelli di Edimburgo e Stirling. L'Act ad ogni modo confiscò beni per 48.000 sterline in Inghilterra e 30.000 in Scozia.
Vi furono delle specifiche eccezioni a questa perdonaza generale: Matthew Prior e Robert Harley, I conte di Oxford, erano già detenuti alla Torre di Londra prima dell'insurrezione del 1715, e l'amico del conte di Oxford, Lord Harcourt e suo cugino Thomas Harley. Tutti i membri del Clan MacGregor vennero esclusi dai benefici dell'atto, tra cui spiccava il noto Rob Roy MacGregor. Philip Henry Stanhope scrisse a metà Ottocento che "...un lettore moderno potrebbe rimanere scioccato di vedere delle eccezioni proprio tra i nomi del clan dei MacGregor'".
Il passaggio della legge venne segnato dall'emissione di una medaglia d'argento, coniata anche in bronzo, realizzata da John Croker, incisore capo della Royal Mint. Sul fronte si trovava la testa di Giorgio I, mentre sul retro la raffigurazione della Clemenza, stante in piedi, appoggiata ad una colonna di pietra, circondata dalle parole "CLEMENTIA AVGVSTI". Nella mano sinistra tiene un ramo d'ulivo, mentre nella destra tiene un caduceo col quale tocca la testa di un serpente imbizzarrito a rappresentare appunto la ribellione.